# Dongfeng Motor Corporation

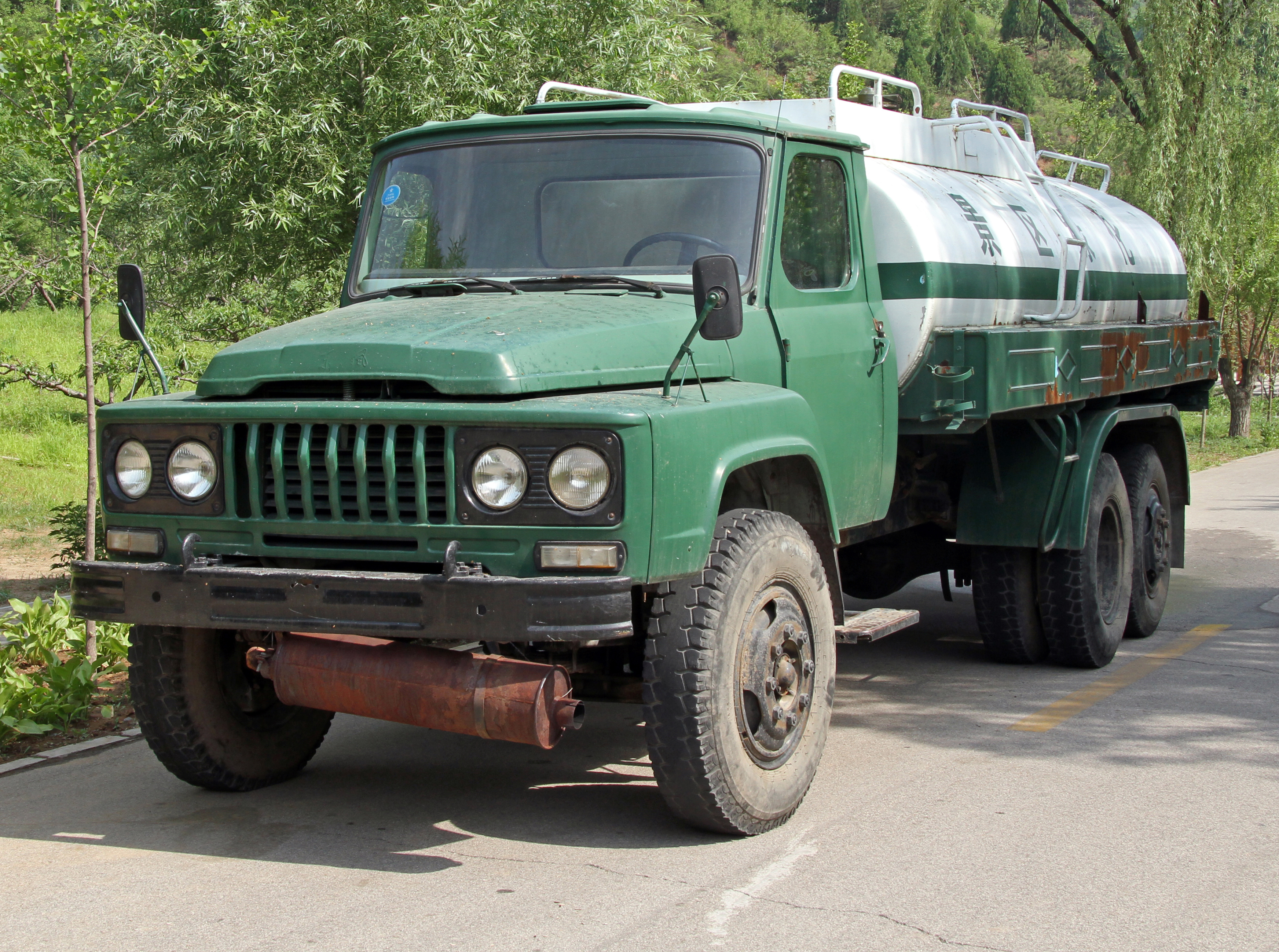
Lkw von Dongfeng

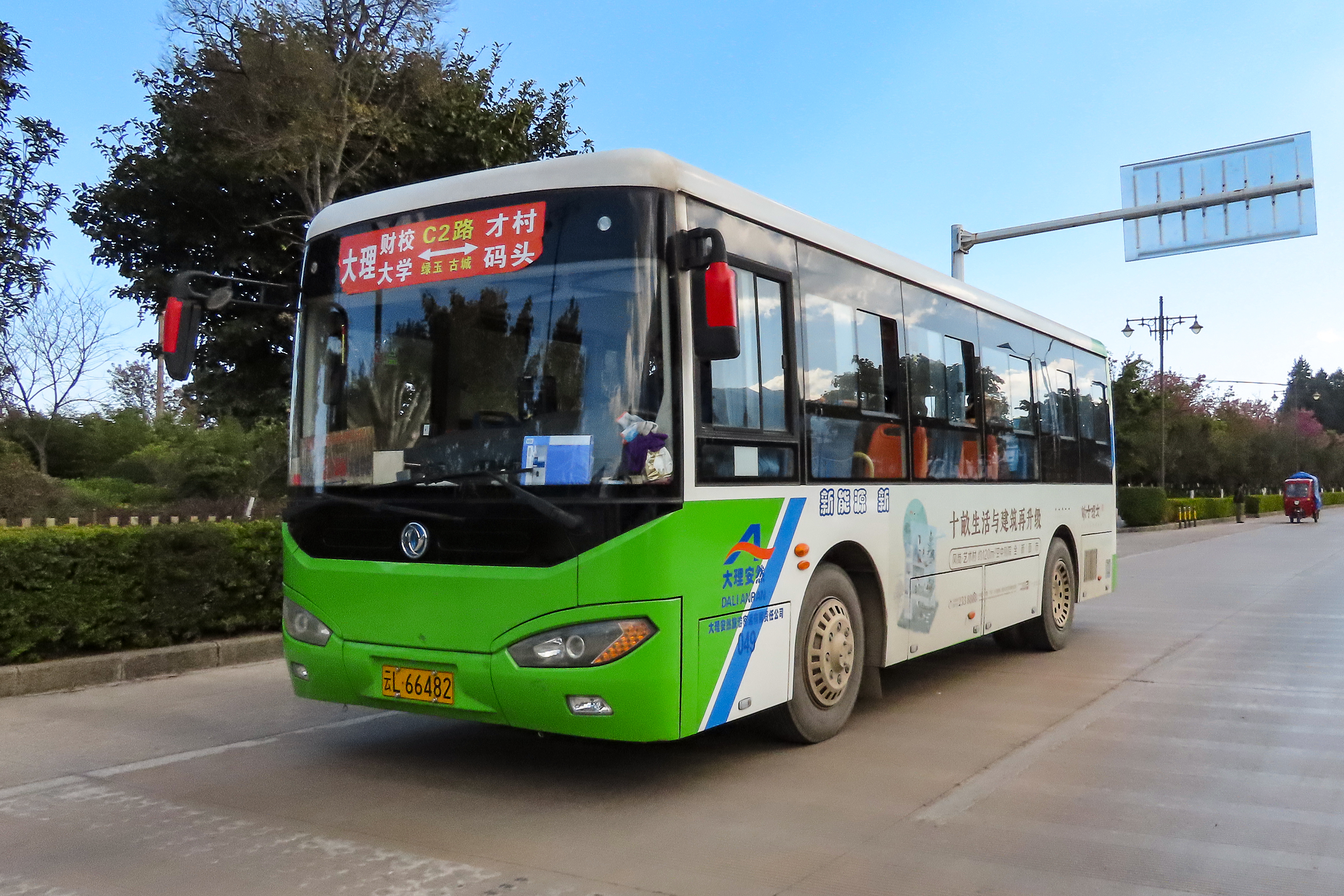
Omnibus von Dongfeng

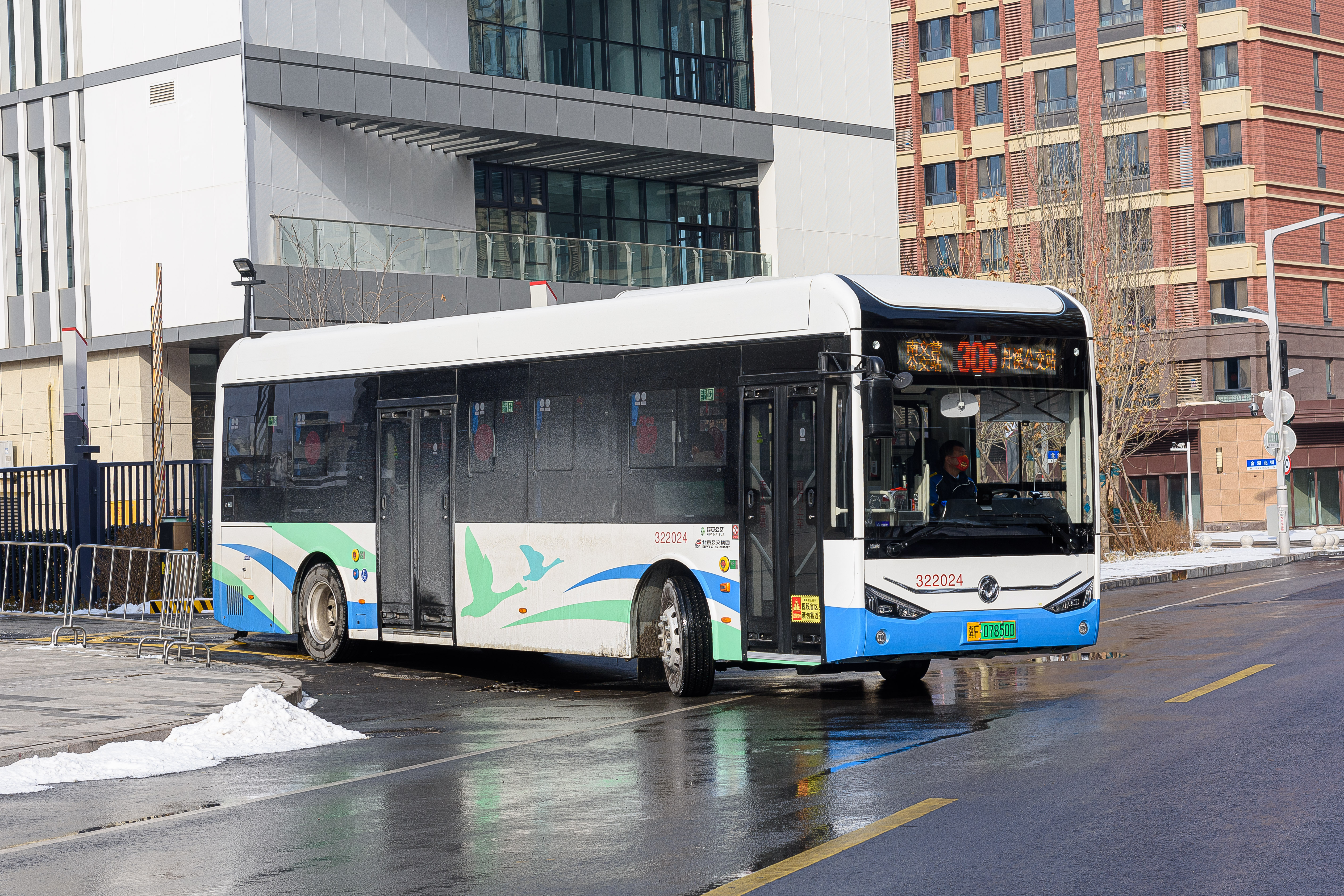
Omnibus DFA6110CBEV von Dongfeng

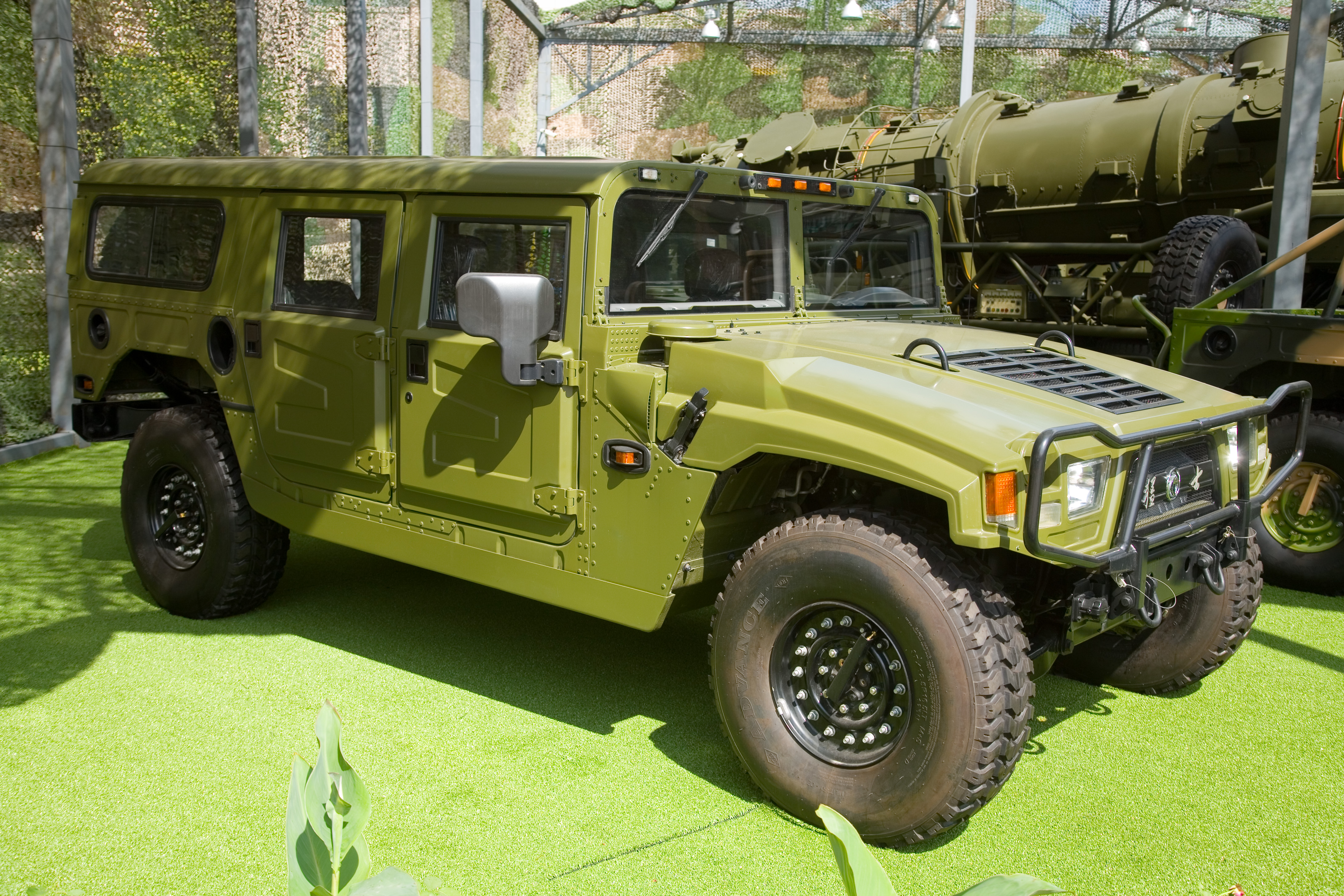
Militärfahrzeug von Dongfeng

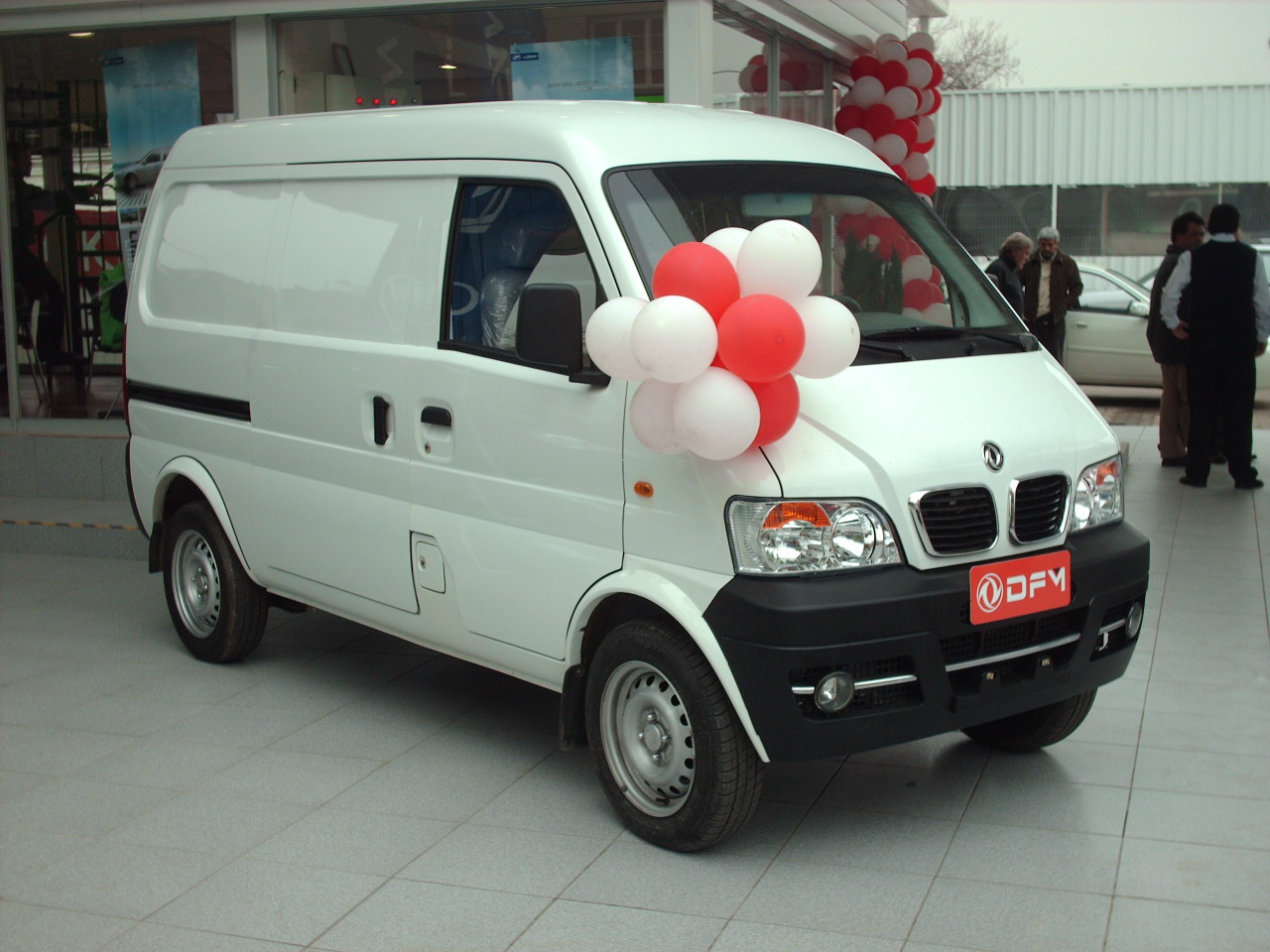
Dongfeng Yu’an Xiaokang EQ 5021 Cargo

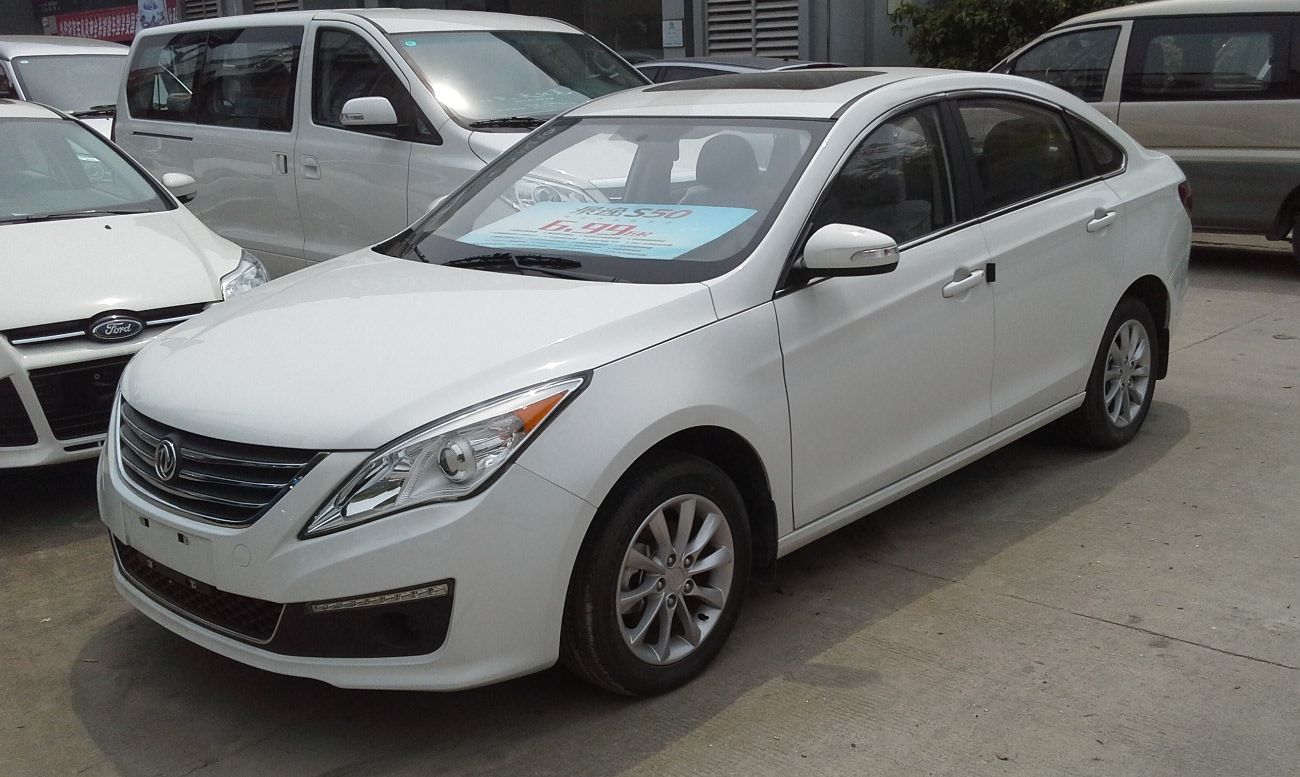
Dongfeng Fengxing Joyear S50

Die Dongfeng Motor Corporation (chinesisch 东风汽车集团股份有限公司, Pinyin Dōngfēng Qìchē Jítuán Gǔfèn Yǒuxiàn Gōngsī) ist ein chinesischer Konzern im Lastkraftwagen-, Omnibus- und Personenwagenbau, sowie in der Entwicklung und Herstellung von Motoren und Fahrzeugkomponenten.
Der Sitz der heutigen Konzernzentrale liegt in Wuhan. Der Name Dongfeng bedeutet Ostwind.

## Unternehmensentwicklung
Das Unternehmen wurde im September 1969 in Shiyan in der Provinz Hubei unter der Bezeichnung Second Automotive Works (zu deutsch: Automobilwerke Nummer zwei) gegründet. Die Vorbereitungen dafür begannen im April 1967 noch während der sozialistischen Planwirtschaft. Das Unternehmen entstand teilweise auch durch Ausgliederung von Abteilungen der China FAW Group.
Die Produktionsergebnisse von Second Automotive Works (SAW) waren in den 1970er Jahren mittelmäßig, wenngleich die Betriebsstätten zu den leistungsfähigeren im Lande zählten. Im April 1981 fusionierte Second Automotive Works mit acht weiteren relativ jungen Unternehmen zur Dongfeng Joint Automobile Industrial Company, die 1992 in Dongfeng Motor Corporation umbenannt wurde. Trotz zahlreicher Probleme mit dem Beamtenapparat der Provinzregierungsbehörden von Hubei und einer im Mai 1982 oktroyierten Leitungsbehörde der Zentralregierung namens China Automobile Industry General Corporation, schaffte es die Unternehmensleitung von Dongfeng zwischen 1981 und 1986 den EBT des Unternehmens zu verdreifachen. Die China Automobile Industry General Corporation behielt fünf Prozent des Unternehmensgewinns ein, durfte ferner zehn Prozent des Unternehmens-Wertminderungsfonds einziehen und eine kleinere Managementgebühr von dem erwirtschafteten EBT einbehalten. Besonders letzteres sorgte für Unmut bei der Unternehmensleitung von Dongfeng. Darüber hinaus versuchte die übergeordnete Leitungsbehörde, den Produktionsausstoß gemäß Entwicklungsplan vorzuschreiben. Dessen Größen basierten auf Planzielen, die von der Staatlichen Plankommission behördlich in der Hierarchie nach unten gereicht wurden. Außerdem versuchte die China Automobile Industry General Corporation, die Unternehmensleitung bei Dongfeng mit von dieser Behörde ausgewählten Parteisekretären zu besetzen. Dagegen regte sich erheblicher Widerstand bei der Leitung von Dongfeng, so dass sich diese im Jahr 1987 mit China FAW Group zusammen tat, um eine Petition bei der Zentralregierung in Peking einzureichen, die die Abschaffung der China Automobile Industry General Corporation verlangte. Die beiden rebellierenden Firmenleitungen konnten sich am Ende durchsetzen.
Nach der vorsichtigen wirtschaftlichen Öffnung der Volksrepublik China durch Deng Xiaoping Anfang der 1980er Jahre erlebte China ab 1984 in der Fahrzeugindustrie eine Welle an Joint-Venture-Gründungen chinesischer Hersteller mit westlichen und japanischen Autokonzernen. In der Folge waren die nach neuen Produktionsverfahren gefertigten und mit einem höheren Anteil an ausländischen Fremdbauteilen ausgestatteten Modelle qualitativ höherwertiger. Die neuen Modelle erzielten in China einen höheren Marktanteil zu Lasten weniger innovativer Betriebe. Dies führte dort Mitte der 1990er Jahre zu entsprechenden Absatzeinbrüchen, so auch bei Dongfeng. Dieser kurzfristigen Entwicklung stand andererseits ein nachhaltiger Trend gegenüber: durch die weitere Integration marktwirtschaftlicher Elemente in den Wirtschaftsentwicklungsprozess in den 1990er Jahren und durch den steigenden Lebensstandard gewisser Bevölkerungsschichten stieg der Automobilabsatz im Lande an. Zudem haben die chinesischen Ingenieure es verstanden, die ursprünglich aus dem Ausland kommenden Technologien und Methoden in die eigenen Fahrzeugkonstruktionen selbständig einzuarbeiten, so dass bei vielen chinesischen Herstellern die Innovationsdefizite zügig überwunden werden konnten.
Im Jahr 2000 musste die Dongfeng Motor Corporation eine Umschuldung durchführen. In diesem Rahmen wurde die Dongfeng Motor Corporation am 18. Mai 2001 vorübergehend in ein Tochterunternehmen („incorporated“) umgewandelt. Im Jahr 2004 wurde Dongfeng dann in eine Aktiengesellschaft transformiert, nachdem zuvor sämtliche Kapitalanteile von unternehmensfremden Anteilseignern zurückgekauft wurden. Für den Börsengang wurden ab dem 6. Dezember 2005 H-Aktien zum Kauf angeboten. Diese Aktienart wird an der Hongkonger Börse gelistet und ist auch für ausländische Investoren zugänglich. Zum Ende des Börsengangs am 13. Dezember 2005 war die Aktie mehrfach überzeichnet. Mit dem Börsengang erschloss sich Dongfeng ein Aktienkapital von 8,61612 Mrd. Yuan (umgerechnet etwa 960,7 Mio. Euro).
Der Dongfeng-Konzern produziert auch Personenkraftwagen.
2005 stärkte die Regierung die rein chinesischen Autohersteller gegenüber den Betrieben mit ausländischer Beteiligung. So wurden Fahrzeughersteller mit einer Gewinnabschöpfung belegt, wenn die Anzahl oder auch der Kostenbetrag an ausländischen Fremdbauteilen einen bestimmten Wert überstiegen hat. Die Joint-Venture-Fahrzeughersteller wurden auf diese Weise gezwungen, verstärkt bei chinesischen Automobilzulieferern zu kaufen. Eine Beschwerde vor der WTO im Jahr 2006 blieb erfolglos, was unter anderem auch darauf zurückgeführt ist, dass sich die klagenden Parteien nicht auf eine gemeinsame Verhandlungslinie einigen konnten.
Im Juni 2006 verlegte Dongfeng den Firmenhauptsitz von Shiyan nach Wuhan.
Trotz fehlendem statistischen Material scheint Dongfeng 2010 der größte Lastkraftwagenhersteller der Welt gewesen zu sein, mit einem Schwerpunkt bei den mittelgroßen und großen Lkw über sechs Tonnen Nutzlast. Hinweise darauf gibt eine Marktanalyse von Global Insights vom November 2010 „Year-to-date“ (Betrachtungszeitraum Dezember 2009 bis einschließlich November 2010). Zudem war Dongfeng 2010 der zweitgrößte Pkw-Hersteller in der Volksrepublik China im Segment der Mittelklasse- und Kleinwagen sowie mit Hilfe des Dongfeng-Nissan-Joint-Ventures der achtgrößte Pkw-Hersteller in China im Segment der Pkw-Luxuswagen.
2021 verkaufte Dongfeng 2,25 Millionen PKW, davon 960.000 SUVs; weiter etwa 495.000 LKW sowie etwa 27.750 Busse. 2022 startete in Schweden die Belieferung europäischer Märkte.

## Joint Ventures und externe Produktion
In Joint Ventures und Beteiligungen arbeitet das Unternehmen mit verschiedenen anderen internationalen Automobilherstellern zusammen.
Am 19. September 2002 haben die Dongfeng Motor Corporation und Nissan ein gemeinsames Abkommen über eine beiderseitige und umfassende Partnerschaft in Kraft treten lassen, welche in ein gemeinsames Joint Venture fortlaufend eingebracht wird, welches als Dongfeng Motor Company bezeichnet wird. Obwohl eine paritätische Firmenanteilsverteilung vereinbart ist, erscheint der Name Nissan nicht in der Firmenbezeichnung des Joint Ventures. Daraus ergibt sich, dass mit Dongfeng Motor Corporation und Dongfeng Motor Company zwei unterschiedliche Unternehmen bezeichnet werden.
Weitere Gemeinschaftsunternehmen sind:
- Dongfeng Honda Automobile mit Honda
- Dongfeng Peugeot Citroën Automobile mit Groupe PSA
- Dongfeng Yueda Kia Motors mit Kia Motors

Im Oktober 2004 erlangte die Dongfeng Motor die Aktienmehrheit über die Zhengzhou Nissan Automobile Company und lässt seither dort auch Modelle eigener Marke produzieren.
Dongfeng-Lastwagen wurden bei der uruguayischen Nordex S.A. (2000er Jahre) und beim vietnamesischen Hersteller Xuan Kiên Auto (mit dem Markennamen Vinaxuki, zwischen 2012 und 2015) hergestellt, ohne dass in diesen beiden Fällen ein Joint Venture gebildet worden wäre.

## Eigenmarken
- Dongfeng mit Submarken wie Fengshen (etwa 2000, 2009 wieder eingeführt),
- M-Hero, seit 2022[13] für Luxus-Geländewagen[11]
- Nammi, seit 2023
- Venucia, seit 2011
- Voyah, seit 2020 („Premium“)[11]